# Ремолино
Ремолино (исп. Remolino) — город и муниципалитет на севере Колумбии, на территории департамента Магдалена.

## История
Поселение, из которого позднее вырос город, было основано в 1752 году. Муниципалитет Ремолино был выделен в отдельную административную единицу в 1814 году.

## Географическое положение

Муниципалитет Ремолино

Город расположен в северо-западной части департамента, на правом берегу реки Магдалена, на расстоянии приблизительно 79 километров к юго-западу от Санта-Марты, административного центра департамента Магдалена. Абсолютная высота — 5 метров над уровнем моря.

Муниципалитет Ремолино граничит на севере с территорией муниципалитета Ситьонуэво, на северо-востоке — с муниципалитетом Пуэбло-Вьехо, на востоке — с муниципалитетом Эль-Ретен, на юге и юго-востоке — с муниципалитетом Пивихай, на юго-западе — с муниципалитетом Саламина, на западе — с территорией департамента Атлантико. Площадь муниципалитета составляет 599 км².

## Население
По данным Национального административного департамента статистики Колумбии, совокупная численность населения города и муниципалитета в 2015 году составляла 8150 человек.
Динамика численности населения муниципалитета по годам:
| 2005 | 2006 | 2007 | 2008 | 2009 | 2010 | 2011 | 2012 | 2013 | 2014 | 2015 |
| ---- | ---- | ---- | ---- | ---- | ---- | ---- | ---- | ---- | ---- | ---- |
| 8751 | 8685 | 8621 | 8554 | 8494 | 8434 | 8379 | 8318 | 8265 | 8212 | 8150 |

Согласно данным переписи 2005 года мужчины составляли 53 % от населения Ремолино, женщины — соответственно 47 %. В расовом отношении белые и метисы составляли 99,3 % от населения города; негры, мулаты и райсальцы — 0,6 %; индейцы — 0,1 %.
Уровень грамотности среди всего населения составлял 75,9 %.

## Экономика
Основу экономики Ремолино составляет сельскохозяйственное производство.

47,3 % от общего числа городских и муниципальных предприятий составляют предприятия торговой сферы, 48,6 % — предприятия сферы обслуживания, 2,7 % — промышленные предприятия, 1,4 % — предприятия иных отраслей экономики.

## Транспорт
Через город проходит национальное шоссе № 27 (исп. Ruta Nacional 27).